# Natalia Fischer
Natalia Fischer Egusquiza (Málaga, 20 de diciembre de 1993) es una deportista española que compite en ciclismo de montaña (campo a través), triatlón y duatlón.
Ganó una medalla de bronce en el Campeonato Mundial de Ciclismo de Montaña en Maratón de 2021 y tres medallas en el Campeonato Europeo de Ciclismo de Montaña en Maratón entre los años 2021 y 2025.
Es hija de padre suizo y madre vasca. Estudió el grado de Medicina en la Universidad de Granada.

## Medallero internacional
| Campeonato Mundial | Campeonato Mundial                      | Campeonato Mundial | Campeonato Mundial |
| Año                | Lugar                                   | Medalla            | Competición        |
| ------------------ | --------------------------------------- | ------------------ | ------------------ |
| 2021               | Elba (Italia)                           | Medalla de bronce  | Campo a través     |
| Campeonato Europeo |                                         |                    |                    |
| Año                | Lugar                                   | Medalla            | Competición        |
| 2021               | Evolène (Suiza)                         | Medalla de oro     | Campo a través     |
| 2022               | Jablonné v Podještědí (República Checa) | Medalla de oro     | Campo a través     |
| 2025               | Casella (Italia)                        | Medalla de plata   | Campo a través     |